# Paulinho McLaren
Pour les articles homonymes, voir Paulinho (homonymie).
Paulo César Vieira Rosa, surnommé Paulinho ou Paulinho McLaren (né le 28 septembre 1963 à Igaraçu do Tietê au Brésil), est un joueur (désormais entraîneur) de football qui évoluait au poste d'attaquant.
Il fut meilleur buteur de Série A en 1991 avec 15 buts, alors qu'il évoluait au Santos Futebol Clube, et de la Copa do Brasil en 1994 avec 6 buts, alors qu'il jouait avec le Sport Club Internacional. En 1999, il prend sa retraite après avoir joué au Santa Cruz FC.

## Palmarès
- Meilleur buteur du championnat du Brésil : 1991
- Meilleur buteur de la Copa do Brasil : 1994